# Bésán család

A dunaszekcsői Bésán család címere

A dunaszekcsői Bésán család bárói címere

A dunaszekcsői nemes és báró Bésán család egyike a 17. század végén nemességet kapott és mára már kihalt magyar családoknak.

## Története
Bésán István nevével találkozhatunk elsőként, aki 1695. április 12-én kapott nemesi címereres-levelet I. Lipót királytól, és ezt még abban az évben Sopron vármegye ki is hirdette. Az 1754–55-ös nemesi összeírás alkalmával a családból Baranya vármegyében Bésán Imre igazolta nemességét. A címeres-levelet szerző dunaszecskői Bésán István és Thúry Katalinnak az egyik fia, Bésán Sándor, akinek a nejétől Kacserius Borbálától származott, dunaszecskői Bésán Imre (1726–1797),  földbirtokos. Bésán Imre elvette gyulai Gaál Jusztina kisasszonyt, akinek a szülei gyulai Gaál Gábor (1690–1754), földbirtokos és garamveszelei Kazy Julianna (1696–1774) voltak. Bésán Imre és gyulai Gaál Jusztina házasságából 4 leány- és 6 fiúgyermek született: dunaszekcsői Bésán Franciska (1768–1844), akinek a férje a Zichy család köznemesi ágból származó zicsi Zichy József (1756–1838), császár és királyi kamarás, királyi tanácsos, táblabíró, aranysarkantyús vitéz; a másik lányuk dunaszekcsői Bésán Júlianna (1760–1819) úrnő, aki 1778. szeptember 8-án Dunaszekcsőn házasságot kötött vizeki Tallián Antallal (1751–1820), aki császár és királyi kamarás, királyi tanácsos, táblabíró, aranysarkantyús lovag volt. Idősebb Bésán Imre és Gaál Jusztina frigyéből származott dunaszekcsői Bésán István (1756–1826), királyi tanácsos, Veszprém vármegye alispánja, földbirtokos. Másrészt egy másik fia Bésán Imrének és Gaál Jusztinának: ifjabb dunaszekcsői Bésán Imre (1763–1840), cs. és kir. valóságos tábornok, földbirtokos, aki katonai pályára lépvén, a hadviselési tervrajzok készítésében tűnt ki, valamint részt vett a török és francia hadjáratokban. Ifjabb Bésán Imre feleségül vette Frank Franciska (1787–1871) kisasszonyt, és vele három gyermeket nemzett: Bésán József, Emília és Gusztáv.
Idősebb Bésán Imre (1726–1797), földbirtokos, és gyulai Gaál Jusztina fiúgyermeke dunaszekcsői Bésán Károly (1772–1819), királyi testőr, kapitány, aki részt vett a török hadjáratokban, jelen volt Belgrád ostrománál, majd a Napoleon elleni hadjáratokban, 1805-ben pedig az olasz hadjárat alatt mint kapitány megmentette br. Vécsey Sigbert ezredest, mely vitéz tettéért 1806-ban a Mária Terézia-lovagrendet nyerte jutalmul. A Mária Terézia rend után német birodalmi bárói cím is járt neki. Bésán Károly bárónak a felesége tengeliczi Gindly Klára (1790–1862), akinek a szülei tengeliczi Gindly Károly (1737–1805), királyi udvarnok, királyi asztalnok, földbirtokos és az előkelő nemesi barkóczi Rosty családnak a sarja barkóczi Rosty Antónia (1755–1797) asszony. Gindly Károlyné Rosty Antóniának a szülei barkóczi Rosty Antal (1714–1756), huszárkapitány, földbirtokos, és a szalapatakai Nagy családból való szalapatakai Nagy Erzsébet (1734–1774) voltak; az apai nagyszülei barkóczi Rosty Miklós (†1739), huszárkapitány, kerületi táblai ülnök, földbirtokos és jakabházi Sallér Teréz (1684–1757) voltak. Az anyai nagyszülei szalapatakai Nagy József, földbirtokos, és kishevenesi Hevenessy Erzsébet voltak. Ennek a szalapatakai Nagy Józsefnek a szülei pedig szalapatakai Gábor György (fl. 1687–1715), Zala vármegye alispánja, országgyűlési követe, földbirtokos és a zalalövői Csapody családból való zalalövői Csapody Katalin (fl. 1710–1731) voltak.
Báró Bésán Károly (1772–1819) királyi testőr, és Gindly Klára frigyéből 3 fiúgyermek származott: báró Bésán János, báró Bésán Antal és ifjabb báró Bésán Károly (1816–?), akik 1826. július 7-én magyar bárói címet is szerzett. A család végül kihalt a főnemesi címet szerző báró dunaszekcsői Bésán János (1810–1887), magyar főrendiház tagja, földbirtokos halálával 1887-ben. Ekkor a báró dunaszekcsői Bésán család jelentős birtokállománya Tallián Antal és Bésán Julianna unokája vizeki Tallián Matild (1821–1888) és férje, pribérdi és vuchini Jankovich József (1825–1914), nagybirtokos örökölte meg. 1888-ban fel is vette a Jankovich-Bésán kettős nevet királyi engedéllyel, valamint király adományban kapta meg a "dunaszekcsői" nemesi előnevet is, egyben a pribéri és vuchini Jankovich család címerének a sisakdíszéhez került a Bésán családnak a két páncélos karja is.

## Címere
A Magyar nemes családok a következőt írja: Czímer: kék paizsban arany koronán czölöpös két pánczélos kar, a jobboldali buzogányt, a baloldali kardot tart; bárói korona; három sisak; sisakdisz a két szélsőé: két fekete sasszárny között meztelen egyenes kard, a középsőé: arany koszorus vadember jobbjában 3 zöld kalászt tart, melyek középsőjén fehér galamb, a baljával Magyarország czimerét támasztja a sisakhoz; takarók: kék-arany, vörös-ezüst; paizstartók: két oroszlán.

## További információ
Bésán József (1816–1873). (in: Vasárnapi Ujság 1877. 321–322. o.)